# Уикем, Анна
Анна Уикем (англ. Anna Wickham) ― литературный псевдоним Эдит Элис Мэри Харпер (англ. Edith Alice Mary Harper; 1883―1947), английской и австралийской поэтессы. Хотя она и не была удостоена большого внимания критиков во время своей жизни, ныне она рассматривается как одна из важных фигур англоязычной модернистской литературы первой половины XX века и как деятель феминистского движения.

## Детство и юность
Эдит Элис Мэри Харпер родилась в Уимблдоне, Лондон. Детство провела в Австралии, в основном в Брисбене и Сиднее. Выбранный ею псевдоним «Уикхэм» был данью её привязанности к Австралии: таким же именем названа одна из улиц в Брисбене. Однако первый её сборник стихов был опубликован под иным псевдонимом ― «Джон Оланд», который отсылает как пещер Дженолан в Новом Южном Уэльсе.
Уикхэм вернулась в Лондон в 1904 году, где она брала уроки вокала и была удостоена стипендии на обучении актёрскому мастерству в Королевской академии драматического искусства. В 1905 году выступала в Париже с Яном Решке, известным польским тенором.
В 1906 году вышла замуж за Патрика Хепберна, лондонского адвоката-солиситора, который увлекался романской архитектурой и астрономией. У них родилось четверо сыновей. Вместе они жили сначала в Лондоне, затем в 1909 году переехали в Дауншир Хилл в Хампстеде, а в 1919 году окончательно поселились на Парламентском холме.
Занималась благотворительностью при госпитале Святого Пакратия, уделяла внимание вопросам материнскому ухода.

## Литературная деятельность
В 1911 году попала в психиатрическую лечебницу на срок около шести недель. Произошло это после путешествия на Цейлон, где она встречалась с отцом и позднее с матерью (её родители были гражданами Австралии). В своей автобиография она говорила, что пребывание в лечебнице было связано с тем, что её муж был категорически против её занятий поэзией, что выливалось в бурные ссоры между ними. Послеродовая (после двух выкидышей) депрессия также послужила причиной её нестабильного психического состояния.
Её первый сборник стихов Песни Джона Оланда был опубликован в 1911 году. Примерно в это же время, или вскоре после, она познакомилась с Гарольдом Монро. Он убедил её продолжить писать, и она выпустила второй сборник в 1915 году. Тогда же завела знакомства в богемных кругах Лондона и Парижа.
В период Первой мировой войны её муж Патрик Хепберн ушёл на службу во военно-морской флот. За это время Анна завязала дружбу с Девидом Лоуренсом и его женой Фридой.
Её третий сын Ричард умер от скарлатины в возрасте четырёх лет. После его смерти провела 1921―1922 гг. в Париже.
Разошлась с мужем до 1928 года. Он погиб в аварии в 1929 году.
В 1930-х годах Уикем получила большую известность в литературных кругах Лондона и написала огромное количество стихов (многие из которых были утрачены во время войны); хотя также и испытала затруднения с их публикацией.
Покончила с собой зимой 1947 года.

## Сочинения
- Songs of John Oland (1911)
- The Contemplative Quarry (1915)
- The Man With A Hammer (1916)
- The Little Old House 1921
- Anna Wickham: Richards' Shilling Selections from Edwardian Poets (1936, Richards Press)
- Selected Poems (1971)
- The Writings of Anna Wickham: Free Woman and Poet (1984) edited by R. D. Smith, includes «Prelude to a Spring Clean».